# Graphilbum pleomorphum
Graphilbum pleomorphum är en svampart som beskrevs av G. Okada & Tubaki 1984. Graphilbum pleomorphum ingår i släktet Graphilbum och familjen Ophiostomataceae.   Inga underarter finns listade i Catalogue of Life.